# Wags

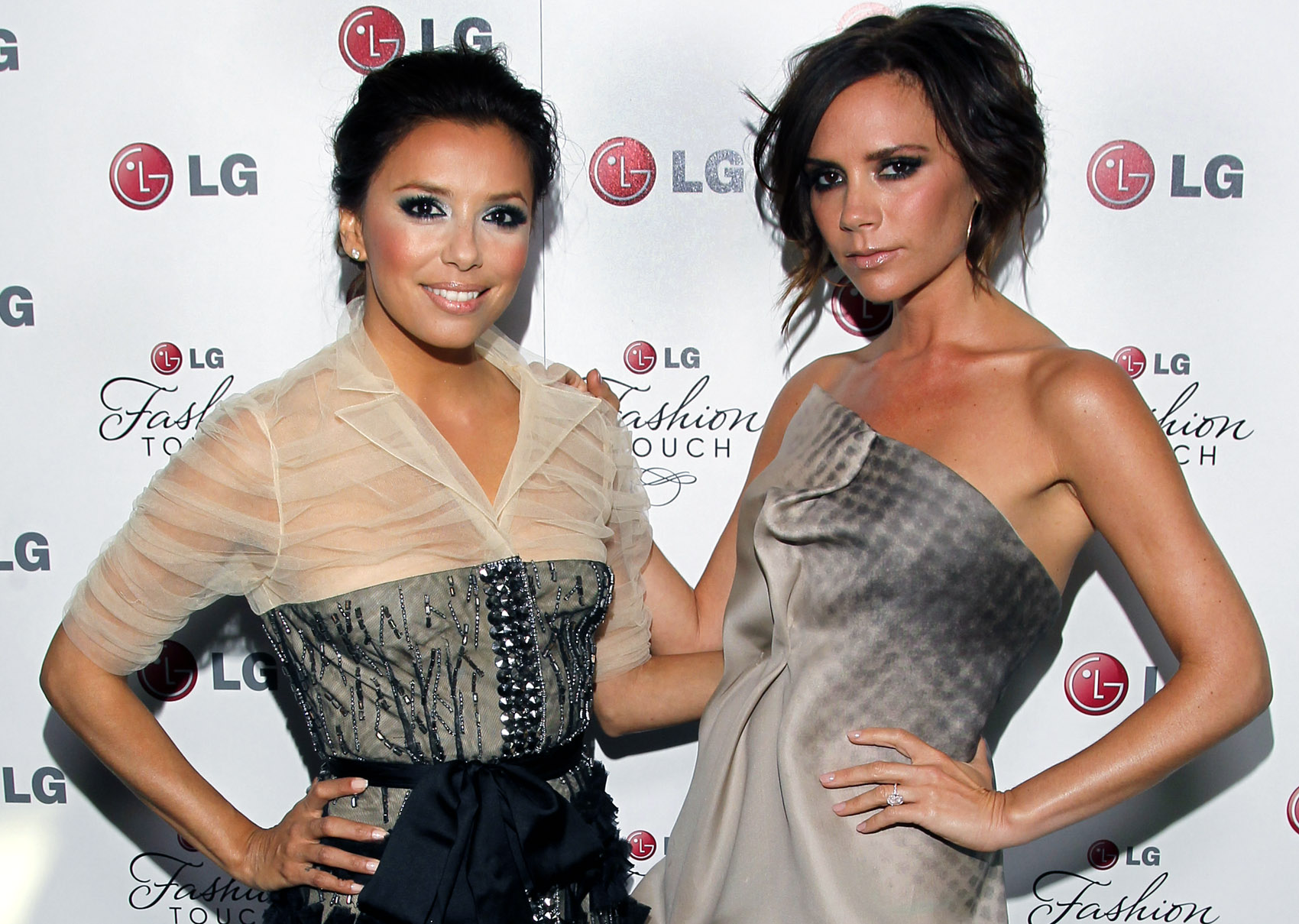
Wags (Eva Longoria i Victoria Beckham)

Wags lub WAGs (ang. Wives and Girlfriends) – akronim stworzony i używany przez brytyjską prasę bulwarową dla określenia żon i dziewczyn angielskich piłkarzy.
Obecnie jednak stosowany jest również w stosunku do sportowców o innych specjalizacjach, jak również piłkarzy niekoniecznie grających w lidze angielskiej. Termin obecnie jest używany na całym świecie (np. polskie WAGs). WAGs zostało spopularyzowane w 2006 roku podczas mistrzostw świata w piłce nożnej, które odbywały się w Niemczech. W Polsce przykładami Wags są: Anna Lewandowska, Marina Łuczenko.
Do zjawiska Wags odnosi się Dorota Masłowska w piosence oraz teledysku Żona piłkarza z płyty Społeczeństwo jest niemiłe z 2014 roku.